# 名取稚菜
名取稚菜（日语：名取 稚菜，1995年6月7日—）是屬於日本女子團體AKB48 Team B的偶像歌手，東京都出身，所屬事務所為AKS。

## 經歷
2010年
- 7月24日，AKB48第11期研究生合格。
- 11月16日，Team B劇場公演出道。

2012年
- 6月24日，昇格。
- 8月24日，梅田Team B所属成員発表。
- 11月1日，梅田Team B的一員開始活動。

2015年
- 10月15日，宣佈畢業

## 人物

### 交友關係
- 憧憬的AKB48集團成員是宮澤佐江，因為品味好、笑容可愛。[1]

### 性格、趣味
- 自己認為是對自我要求很低的人。[2]

## AKB48參加曲目

### 單曲CD選拔成員
- 《變成櫻花樹》收录
  - 黃金中央人物
- 《Everyday、髮箍》收录
  - Anti
- 《風正在吹》收录
  - 蓓蕾
- 《GIVE ME FIVE!》收录
  - 如果是榮格或佛洛伊德
- 《仲夏的Sounds good!》收录
  - 3滴眼淚
- 《UZA》收录
  - 不是正義使者的英雄
- 《永遠的壓力》收录
  - 我們的Reason
- 《So long!》收录
  - 在哪裡踩到狗屎了嗎?
- 《再見自由式》收录
  - 浪漫手槍
- 《真心電流》收录
  - Tiny T-shirt
- 《倘若在梧桐樹的路上對你說「我夢見了你的微笑」之後我們的關係會有什麼樣的變化呢、我兀自持續想了好多天最後有點難為情地得到了一個結論》
- 《勇往直前》收录
  - 戀愛什麼的
- 《拉布拉多獵犬》收录
  - B花園